# رنگ اکریلیک

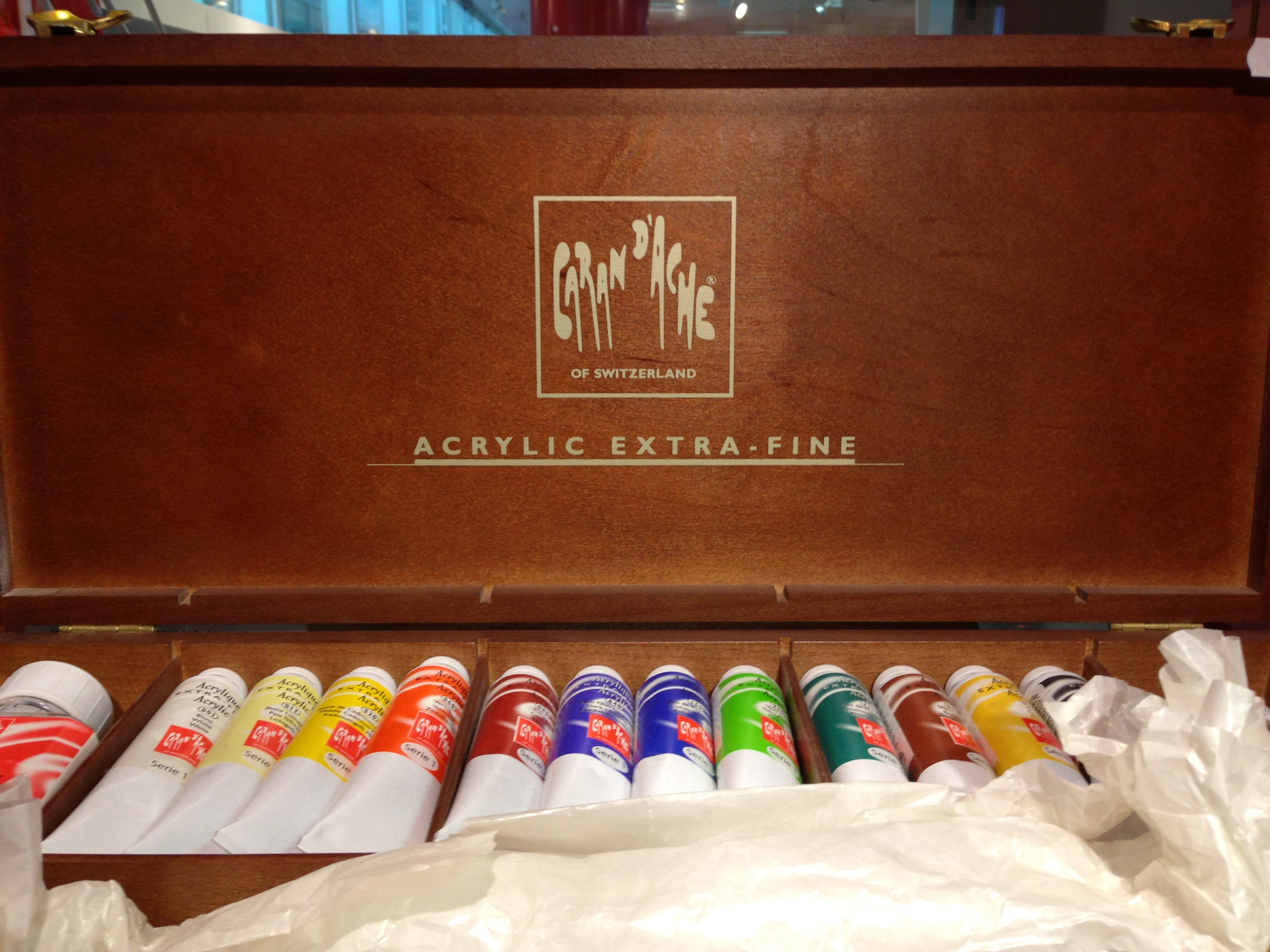
رنگ‌های اکریلیک ساخته‌شده توسط کرن داش.

رنگ اکریلیک رنگی شیمیایی که با خواص دوام و درخشندگیش نخست در صنعت اتومبیل‌سازی به کار رفت و اخیراً نیز در انواع نقاشی‌ها مورد استفاده قرار گرفته‌است. رزین‌های آکریلیک به دو دسته پایه حلال نفتی و حلال آب تقسیم می‌شوند. خصوصاً آن دسته که به آسانی در آب حل می‌شود، زود خشک می‌شود و سطحی سخت و آسیب‌ناپذیر به وجود می‌آورد، گرچه باید افزود فاقد خواص ظرافت پذیری و عمق و جلای رنگ روغن یا آکریلیک پایه حلالی است.
رنگ‌های اکریلیک بسیار متنوعند و به دلیل داشتن غلظت بالا و خشک شدن سریع، برای ایجاد بافت در سطوح مناسبند.
رنگ امولسیونی اکریلیک متراکم‌تر از امولسیون است و ازاین‌رو از نظر شادابی رنگ و در پایان کار نتایج بهتری در اثر استفاده از آن حاصل می‌شود. این نوع رنگ دیواری با خشک شدن سریع، مقاومت در برابر آب، غیرقابل اشتعال بودن، نداشتن بوی آزاردهنده هنگام نقاشی و امکان تمیز کردن آسان، درصورتی‌که بودجه کافی داشته باشید، انتخابی عالی برای دیوارهای داخلی خانه شما است.
رنگ اکریلیک انعطاف‌پذیر است و به همین علت روی تمام سطوح از جمله مدل‌های خمیر، کاغذ، پارچه و کفش قابل استفاده است. رنگ‌های اکریلیک پایه آب نسل جدید از رنگ‌های ساختمانی می‌باشند که با توجه به مسائل زیست‌محیطی و عدم استفاده از حلال‌های آلی و مواد مضر کاربردی این نوع رنگ‌ها روبه افزایش است. بطوریکه به تدریج جایگزین مناسبی برای رنگ‌های روغنی الکیدی می‌باشند. رنگ ترافیک که عموماً برای خط‌کشی خیابان‌ها استفاده می‌شود هم از رزین آکریلیک پایه حلالی استفاده می‌شود.
این محصول در سه نوع مات، نیمه مات و براق تولید می‌شود. نوع مات آن از همه خاصیت‌های ممکن برخوردار نیست از جمله قاب شست و شو بودن و استحکام.

## ویژگی‌های رنگ‌های اکریلیک
این رنگ‌ها بسیار متنوع هستند. این رنگ‌های نسل جدید برای ایجاد پوشش بافت در سطوح مناسبند چون غلظت بالایی دارند و به سرعت خشک می‌شوند و بو ندارند. رنگ اکریلیک انعطاف‌پذیر است و به همین علت روی تمام سطوح از جمله سیمانی، گچی، صفحات کناف، و هر سطح دیگری قابل اجرا هستند و پوشش ضد رطوبت ایجاد می‌کنند قابل استفاده است.
درمقابل نور خورشید یا uv مقاوم هستند و در نتیجه بسیار عمر بالایی دارند.
این نوع رنگ دارای خواص زیر است:
قابلیت شستشو. سرعت خشک شدن بالا. سهولت اجراء و قابل رقیق شدن با آب. مقاومت فوق‌العاده در برابر سایش. مقاومت در برابر اشعه خورشید یا uv یا نور ماوراء بنفش. سازگار با محیط زیست. قدرت پوشانندگی بسیار عالی. بدون بوی نامطبوع. ساخته شده از بهترین مواد اولیه و تکنولوژی بالا. عدم ایجاد حساسیت. مناسب برای سطوح گچی، سیمانی، آجری. زود خشک می‌شوند و خواص ضد باکتری و کپک دارند.
معایب رنگ آکریلیک آب پایه: چنانچه با قلم مو بروی سطوح صاف و صیقلی اعمال شوند رد قلمو مشخص خواهد بود. براقیت کمتری نسبت به بقیه رنگ‌ها دارند. ضمن اینکه به دلیل ترکیبات این رنگ هنگام اجرا ظرف محتوی رنگ به دلیل چسبندگی و سرعت خشک شدن این محصول پر از تکه‌های لاتکس گونه می‌شود.

## آماده‌سازی سطوح جهت اعمال رنگ‌های اکریلیک برپایه آب

### سطوح گچی
1. بهتر است سطوح گچی تازه به مدت ۳۰ روز خشک شوند و آنگاه رنگ آمیزی بر روی آن‌ها صورت گیرد.
2. در اثر فرایند خشک شدن سطوح گچی، نمک‌های محلول بر روی سطح گچی آمده و بعد از تبخیر آب بر روی سطح باقی می‌مانند که به این نمک‌ها شوره گفته می‌شود. شوره‌ها را می‌توان مطابق استانداردهای بین‌المللی با استفاده از سرکه خانگی برطرف کرد.
3. حدود ۵/۰ کیلوگرم سرکه خانگی را با یک گالن آب مخلوط نمائید و آن را کاملاً هم بزنید.
4. با استفاده از پارچه‌ای آغشته به محلول فوق کلیه سطوح گچی را از هرگونه شوره برطرف نمائید.
5. با استفاده از پارچه آغشته به آب اثرات سرکه را از روی سطح برطرف نمائید.
6. منتظر بمانید تا سطح کاملاً خشک شود.
7. بعد از خشک شدن، سطح آماده پذیرش پرایمر اکریلیک می‌باشد.

### دیوارهای بیرونی
دیوارهای بیرونی آغشته به جلبک، خزه، گیاهان خاک دار و . . .
1. مایع سفید کننده (وایتکس) را به نسبت حجمی ۱ به ۳ با آب مخلوط کنید.
2. با استفاده از پارچه‌ای کلیه سطوح را کاملاً آغشته از محلول فوق نمائید (از دستکش و ماسک استفاده کنید)
3. حدود ۱۵ دقیقه صبر کنید تا کلیه موجودات تک سلولی نابود گردند.
4. به وسیلهٔ کاردک یا ابزار مناسب دیگر سطوح آلوده را کاملاً بتراشید.
5. با استفاده از پارچه آغشته به آب اثرات احتمالی مایع سفید کننده را از روی سطح برطرف نمائید.
6. منتظر بمانید تا سطح کاملاً خشک گردد.
7. بعد از خشک شدن، سطح آماده پذیرش پرایمر اکریلیک می‌باشد.

به تازگی رنگ‌های نانو برای دیوارهای مقابل باران و آفتاب طراحی شده‌است، ویژگی‌های آنها:
1. اجرای آسان (اسپری یا رول)
2. تک جزئی
3. ضدآب‌کننده ۱۰۰٪ انواع سطوح
4. ضد اشعه UV در برابر زرد شدن برای طولانی مدت
5. مقاومت بالا در تحمل عبور و مرور پیاده و وسایل نقلیه (پارکینگ‌ها و …)
6. مقاوم در برابر ساییدگی و خراش
7. تزئینی
8. مقاوم در برابر مواد اسیدی از جمله باران‌ها اسیدی کلان‌شهرها
9. کاملا به اقتصادی و مقرون به صرفه
10. چسبندگی بسیار زیاد در ابعاد نانو[۲]

### سطوح بتونی و سیمانی
1. بهتر است سطوح بتونی و سیمانی به مدت۳۰ روز خشک شوند و آنگاه رنگ آمیزی بر روی آن‌ها صورت گیرد.
2. چنانچه سطح آغشته به گریس، روغن، جربی باشد باید به وسیلهٔ حلال شستشو گردد.
3. شوره‌های موجود بر روی سطوح بتونی و سیمانی رامی توان با استفاده از اسیدکلریدریک صنعتی برطرف کرد.
4. اسیدکلریدریک ۳۷٪ را به نسبت وزنی ۱۵به ۸۵ با آب در داخل یک ظرف پلاستیکی مخلوط کنید. (مراقب باشید باید حتماً اسید به آرامی به داخل آب اضافه گشته ودرحین اضافه کردن اسید محتویات ظرف راهم بزنید)
5. سطوح بتونی و سیمانی را آغشته به محلول فوق نمایید.
6. حدود ۱۵ دقیقه به آن فرصت دهید تا محلول فوق اثر خود را به نحو مطلوب داشته باشد.
7. با استفاده از آب تمیز سطح را بشویید.
8. صبر کنید تا سطح کاملاً خشک گردد.
9. بعد از خشک شدن، سطح آماده پذیرش پرایمر اکریلیک می‌باشد.

## طریقه مصرف
1. پرایمر اکریلیک را با آب به اندازه مورد نیاز رقیق نمایید.

توضیح اینکه پرایمر اکریلیک را آماده به مصرف تهیه نمایید.
1. در سطوح بیرونی ساختمان از قبیل بتن و سیمان تخته ماله، شستشو به وسیلهٔ واترجت (آب فشار قوی) توصیه می‌گردد.
2. به وسیلهٔ غلتک، قلم مو یا پمپ رنگ پاش بدون هوا (ایرلس) پرایمر آماده شده را بر روی سطح خشک و فاقد هرگونه آلودگی از قبیل خزه، شوره، جلبک، گرد و خاک، روغن، گریس، چربی و . . . اعمال نمائید.
3. صبر کنید تا پرایمر اکریلیک خشک گردد. (بسته به درجه حرارت و رطوبت محیط این زمان ممکن است ۶–۴ ساعت به طول بینجامد.
4. رنگ اکریلیک پایه آب مصارف بیرونی را به اندازه مورد نیاز با آب رقیق کنید.
5. رنگ فوق را به وسیلهٔ غلتک، قلم مو یا پمپ رنگ پاش بدون هوا (ایرلس) بر روی پرایمر خشک شده اعمال نمائید.
6. حداقل ۲ تا ۴ ساعت تا اعمال پوشش مجدد صبر کنید.

## نکات کلی
1. قبل از استفاده کلیه رنگ‌ها را کاملاً هم بزنید.
2. رنگ‌های اکریلیک مصارف بیرونی را در زیر نور مستقیم خورشید بکار نبرید.
3. اگراحتمال می‌دهیدکه در۴–۳ ساعت آینده باران خواهد بارید رنگ‌های اکریلیک مصارف بیرونی را اعمال کنید.
4. رنگ‌های اکریلیک مصارف داخلی و بیرونی را به هیچ وجه بر روی سطوح خیس اعمال نکنید.
5. محدوده دمایی مناسب جهت اعمال رنگ‌های اکریلیک ۳۵–۱۰درجه سانتیگراد می‌باشد.
6. در رطوبت نسبی بیش از ۸۰٪ رنگ آمیزی نکنید.
7. ابزار مورد استفاده را بلافاصله بعد از اتمام کار با آب شسته و در داخل ظرف محتوی نفت یا حلال دیگری نگهداری کنید.
8. اگر این رنگ‌ها بر روی لباس ریخته شوند باید بلافاصله با آب گرم و صابون شسته شوند در غیر اینصورت پس از خشک شدن غیرقابل برگشت خواهند بود.
9. از مادر رنگ‌های اکریلیک جهت همرنگ نمودن استفاده کنید و به هیچ وجه از مادر رنگ‌های پلاستیک یا روغنی استفاده نکنید.
10. از یخ زدگی رنگ‌ها جلوگیری نمائید.